# Schönberg im Stubaital
Schönberg is een gemeente in het district Innsbruck Land van de Oostenrijkse deelstaat Tirol.
Schönberg ligt aan de uitmonding van het Stubaital in het Wipptal, op een terrasvlakte tussen de rivieren Ruetz en Sill, enkele kilometers ten zuidwesten van Patsch. Naast het gelijknamige hoofddorp bestaat de gemeente uit de kernen Gleins en Unterberg. Het hoofddorp wordt aan drie zijden begrensd door de Brenner Autobahn, en ligt dicht bij de Europabrücke. De oude Romeinse weg over de Brennerpas voerde vroeger door het dorp, maar werd na de aanleg van de Stephansbrücke in 1845 verder dalwaarts verlegd. In het dorp staat een in Barokke stijl opgetrokken parochiekerk uit 1749 van de hand van kerkbouwmeester Franz de Paula Penz.

## Foto's

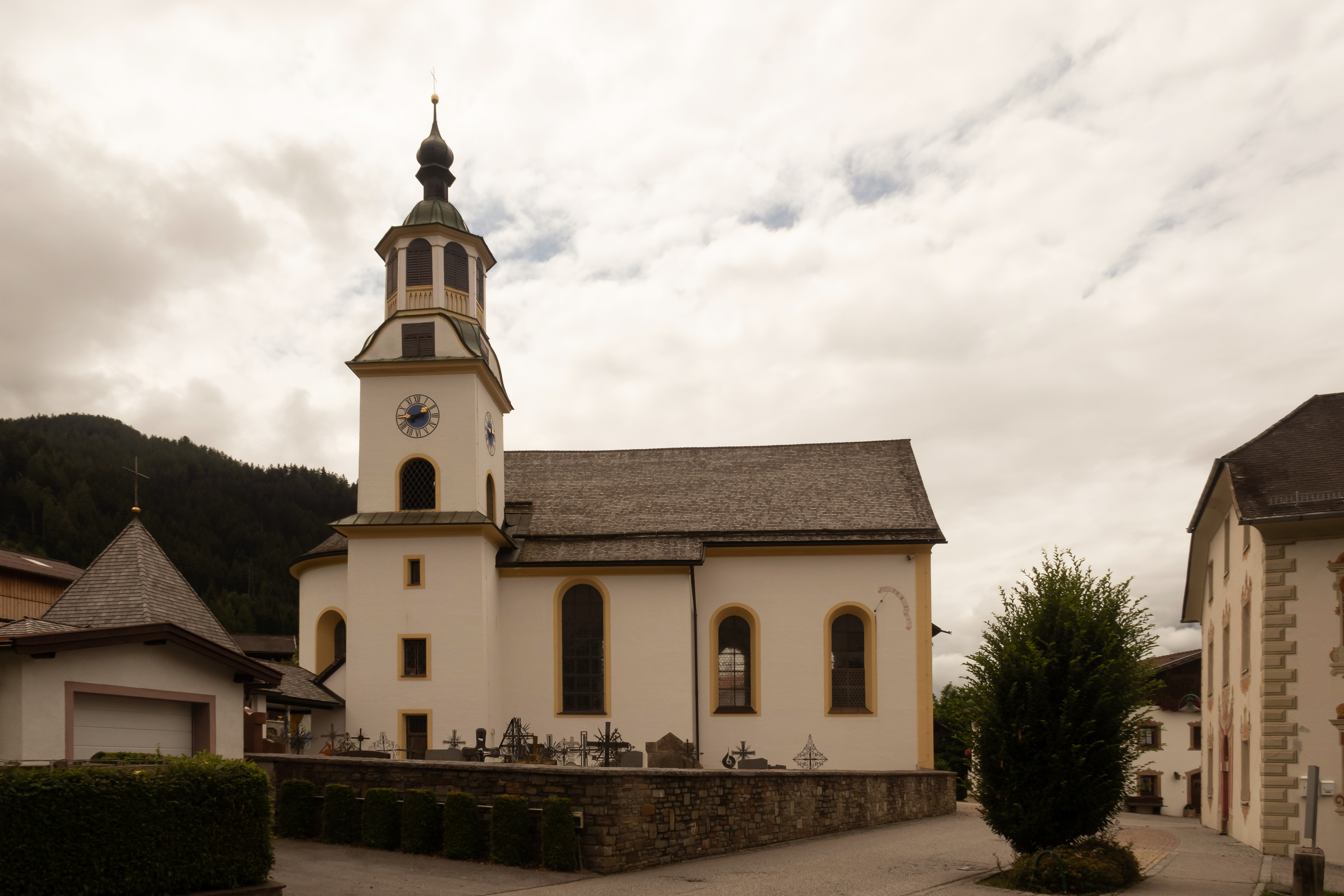
Schönberg im Stubaital, kerk: katholische Pfarrkirche Sankt Kreuz
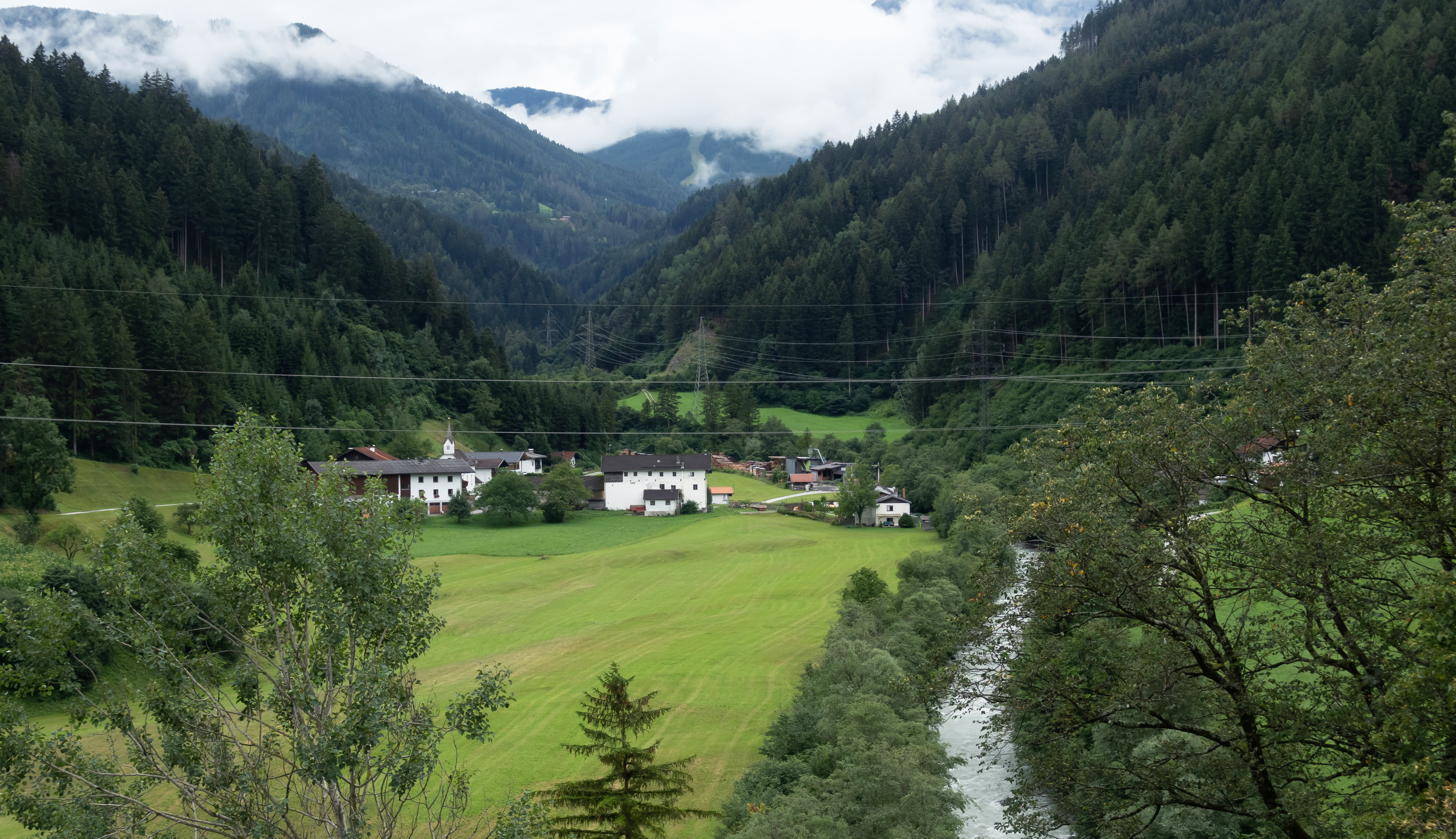
De Sill bij Unterberg
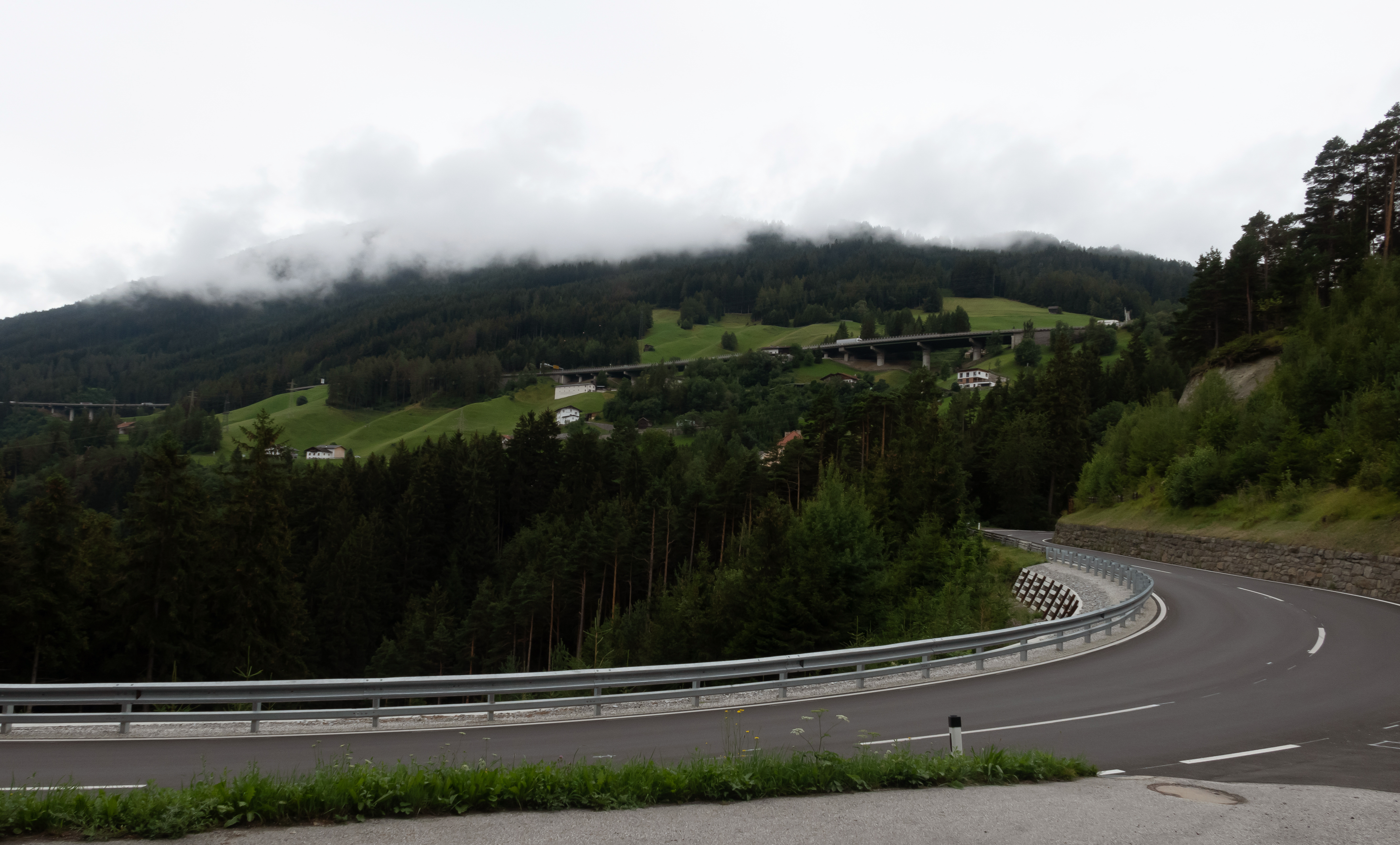
Panorama vanaf de Zeigerweg - Brenner Strasse

## Geschiedenis
Oude Romeinse munten die op gemeentegrond zijn gevonden bewijzen dat Schönberg reeds in de Romeinse tijd een belangrijk punt vormde voor het verkeer richting de Brennerpas. Het dorp werd in 1180 voor het eerst vermeld als Schönenberge. De 18e-eeuwse cartograaf Peter Anich heeft in een van zijn kaarten nog een burcht Schönberg vermeld. De Tiroolse vrijheidsstrijder Andreas Hofer heeft hier meerdere keren kwartier gemaakt tijdens de Slagen bij de Bergisel.